# Anita O’Day’s Finest Hour
Anita O’Day’s Finest Hour — сборник американской певицы Аниты О’Дэй, выпущенный в 2000 году на лейбле Verve Records в серии альбомов «Finest Hour».

## Отзывы критиков
| Оценки критиков           | Оценки критиков |
| Источник                  | Оценка          |
| ------------------------- | --------------- |
| AllMusic                  | [ 1 ]           |
| The Penguin Guide to Jazz | [ 2 ]           |

Эл Кэмпбелл из AllMusic написал: «О’Дэй не только сама по себе была динамичной личностью, но и её окружали одни из лучших имен джаза. Её незабываемое сотрудничество с трубачом Роем Элдриджем представлено в песне „Let Me Off Uptown“ наряду с версиями „Honeysuckle Rose“, „Tea for Two“, „When Sunny Gets Blue“, „Peel Me a Grape“, „Them There Eyes“ и „Sweet Georgia Brown“. Это не полная картина карьеры О’Дэй, которая охватывает несколько десятилетий, но из неё получается неплохой сэмплер по бюджетной цене». В справочнике The Penguin Guide to Jazz отметили, что это непревзойдённый сборник, представляющий классический материал О’Дэй без единого неудачного трека, единственный минус, по их мнению, это технические проблемы с балансировкой звука.

## Список композиций
1. «Honeysuckle Rose» (Энди Разаф, Фэтс Уоллер) — 3:13
2. «Little Boy Blue» (Лоренц Харт, Ричард Роджерс) — 3:00
3. «Let Me Off Uptown» (Эрл Бостик, Редд Эванс) — 3:20
4. «An Occasional Man» (Ральф Блейн, Хью Мартин) — 2:27
5. «Four Brothers» (Джимми Джуффри) — 2:24
6. «Tea for Two» (Ирвинг Сизар, Винсент Юманс) — 3:58
7. «Boogie Blues» (Ремо Бьонди, Джин Крупа) — 3:44
8. «God Bless the Child» (Билли Холидей, Артур Херцог мл.) — 2:07
9. «What Is this Thing Called Love?» (Коул Портер) — 2:32
10. «The Ballad of the Sad Young Man» (Фрэн Ландесман, Томас Вулф, Томми Вулф) — 4:23
11. «The Way You Look Tonight» (Дороти Филдс, Джером Керн) — 2:09
12. «When Sunny Gets Blue» (Марвин Фишер, Джек Сигал) — 3:02
13. «Peel Me a Grape» (Дэйв Фришберг) — 3:03
14. «Sing, Sing, Sing» (Луи Прима) — 3:30
15. «Them There Eyes» (Масео Пинкард, Дорис Таубер, Уильям Трейси) — 2:35
16. «Anita’s Blues» (Анита О’Дэй) — 3:24
17. «Sweet Georgia Brown» (Бен Берни, Кеннет Кейси, Масео Пинкард) — 4:11
18. «The Party’s Over» (Бетти Комден, Адольф Грин, Джул Стайн) — 3:08

## Участники записи
Музыканты
- Оркестр Билли Мэя (2)
- Оркестр Джина Крупа (3)
- Оркестр Марти Пейча (5)
- Оркестр Гэри Макфарланда (7, 10)
- Оркестр Билли Мэя (9)
- Оркестр Расселла Гарсии (14)
- Оркестр Бадди Бергмана (17)
- Оркестр Билли Холмана (18)
- Аранжировка — Бадди Бергман (1, 17), Билли Мэй (2), Куинси Джонс (3), Рассел Гарсия (5, 12, 14), Гэри Макфарланд (7, 10), Билли Мэй (9), Джимми Джуффри (11), Билл Холман (18)
- Бас — Джо Мандрагон (1, 17), Билли Мэй (2), Фредди Шрейбер (4, 13), Элди Янг (6), Рэй Браун (15), Монти Бадвиг (16)
- Бас-гитара — Джордж Дювивье (7, 10), Джордж Морроу (11)
- Вибрафон — Кол Чейдер (4, 13)
- Вокал — Анита О’Дэй
- Гитара — Барни Кессел (1, 8, 12, 17), Барри Гэлбрейт (7, 10), Джим Холл (11), Говард Робертс (12), Херб Эллис (15)
- Дирижёр — Бадди Бергман (1, 17), Билли Мэй (9), Рассел Гарсия (12, 15)
- Кларнет, саксофон-альт — Фил Вудс (10)
- Конги — Вильфредо Винченте (4, 13)
- Саксофон-тенор — Джером Ричардсон (7, 10), Зут Симс (7, 10), Стэн Гетц (17)
- Саксофон-альт — Бад Шэнк (17)
- Саксофон-баритон — Джимми Джуффри (17)
- Тромбон — Джо Ховард (2), Ллойд Ульят (2), Милт Бернхарт (2), Си Дзентер (2), Джей Джей Джонсон (3), Джимми Кливленд (3), Фрэнк Розолино (11, 17), Гил Фалько (11), Лестер Робертсон (11)
- Клапанный тромбон — Боб Брукмейер (10)
- Труба — Рой Элдридж (3), Док Северинсен (7, 10), Конте Кандоли (11, 17), Джек Шелдон (11), Томми Ривз (11), Пит Кандоли (17)
- Ударные — Элвин Столлер (1, 17), Джин Крупа (3), Джонни Рей (4, 13), Джон Пул (6, 15, 16), Мел Льюис (7, 10, 11), Рой Хейнс (7, 10)
- Флейта, саксофон-альт — Бад Шэнк (12)
- Фортепиано — Пол Смит (1, 17), Боб Корвин (4, 13), Джо Мастерс (6), Хэнк Джонс (7, 10), Оскар Питерсон (15), Бад Лейвин (16)

Продакшн переиздания
- Художественное оформление, дизайн — Роберт Эпплтон
- Составитель — Уилл Фридуолд
- Координатор — Карлос Кейз, Том Гринвуд
- Креативный директор [Verve] — Холлис Кинг
- Редактор примечаний — Питер Кипньюз
- Мастеринг — Джефф Уилленс
- Ассистент продюсера — Джон Риггл
- Продюсер оригинальных записей — Крид Тейлор, Хэл Муни, Норман Гранц
- Менеджер по продукту — Шернис Смит
- Менеджер по производству — Брайан Кониарц
- Фото — Синтия Сессо